# SBA Airlines

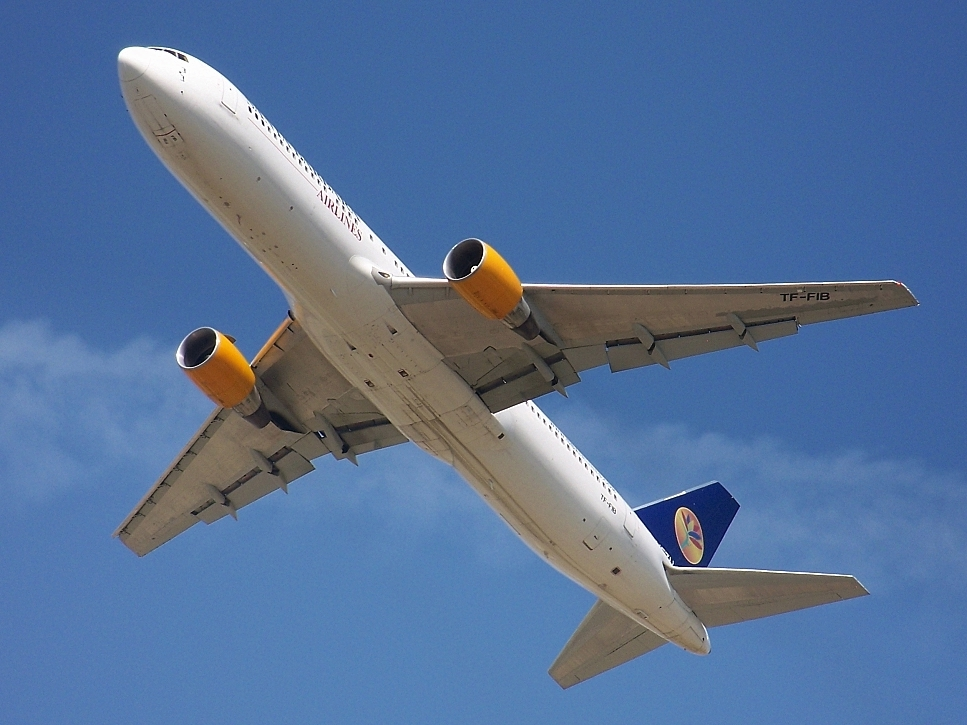
Boeing 767-383ER de Santa Bárbara Airlines despegando de Madrid-Barajas destino a Caracas, en mayo del 2007.

SBA Airlines (antes conocida como: Santa Bárbara Airlines) fue una aerolínea venezolana con sede en el Edificio Tokay en Caracas, Estado Miranda. Tuvo su centro de conexión principal en el Aeropuerto Internacional de Maiquetía Simón Bolívar en Maiquetia, Estado La Guaira que sirve a Caracas. La compañía servía a destinos a nivel internacional hacia diversos puntos dentro de América y Europa, junto con Aserca Airlines, PAWA Dominicana y Línea Turística Aereotuy conformaban el Grupo Cóndor.

## Historia
La aerolínea fue fundada el 1 de noviembre de 1995 en San Carlos del Zulia por Miguel Urdaneta Fernández, con capital venezolano y bajo el nombre de Santa Bárbara Airlines. Nació con el propósito de hacer vuelos regionales dentro de diversos puntos del país. Inició operaciones con un ATR 42 de matrícula YV1014C, que fue bautizado con el nombre de Mi Chinita, haciendo alusión a la ciudad de Maracaibo, con vuelos nacionales a Cabimas, Caracas, El Vigía y Santa Bárbara del Zulia, además de un vuelo internacional a Oranjestad (Aruba). A lo largo de su historia, operó una flota de aeronaves desde el primogénito turbohélice francés, al gigante estadounidense McDonnell Douglas DC-10. En los últimos años, su flota estaba compuesta por aeronaves Boeing 757-200 y Boeing 767-300ER que atendían a destinos en las Américas, Caribe y Europa, pero desde el inicio y agravamiento de la crisis en Venezuela, se concentraba sólo con dos 767 en vuelos a Miami.
En el año 1999 se consolida en la operación internacional con el traslado de la sede central al Aeropuerto de Maiquetía, para la apertura de rutas hacia Barranquilla, Londres, Madrid, Miami, Orlando, Santiago de Compostela, Tenerife, Funchal y Willemstad como nuevos destinos internacionales (ver mapa de rutas)  y manteniendo a Maracaibo como segundo centro de operaciones.
Existieron también algunos McDonnell Douglas DC-9-32 con la librea de SBA Airlines, pero que pertenecieron a la flota de Aserca Airlines.

## Cese de operaciones
Después de veintitrés años de operación ininterrumpida, Santa Bárbara Airlines regresó al Instituto Nacional de Aviación Civil de Venezuela (INAC) su Certificado de Operador Aéreo (AOC, en inglés), formalizando así el cierre de sus puertas en el contexto de la fuerte crisis económica y política al que está sumergido el país sudamericano.
A pesar de su suspensión definitiva ser anunciada solamente ahora, desde enero la aerolínea tuvo su licencia temporalmente revocada por las autoridades venezolanas por no poder cumplir con su itinerario debido a las condiciones financieras del país, imposibilitando la importación de piezas para el mantenimiento de su flota, el pago de arrendamiento de aeronaves entre otros factores.

## Flota histórica

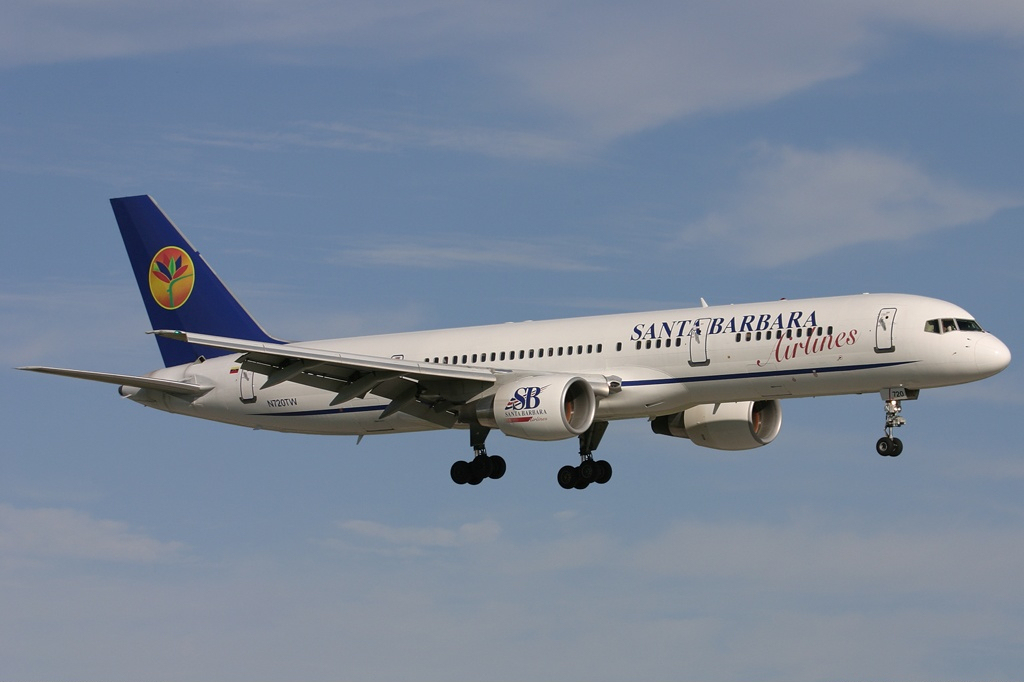
Boeing 757-200 de Santa Barbara Airlines aterrizando en Miami en 2004.

Su flota estuvo compuesta por:
| Aeronaves                 | Total | Introducido | Retirado | Matrículas |
| ------------------------- | ----- | ----------- | -------- | --- |
| Airbus A330-200           | 2     | 2015        | 2015     | CS-TQW y CS-TFZ |
| ATR 42-300                | 10    | 1997        | 2011     | YV1449, YV2314, YV-1017C (re-reg. YV1421), YV-1018C (re-reg. YV1422), YV-1023C, YV-1016C, YV-1015C (re-reg. YV1423), YV-1019C, YV-1036C y YV-1014C (re-reg. YV1424) |
| Boeing 727-200            | 2     | 2003        | 2006     | YV-1174C (re-reg. YV174T) y YV-1056C (re-reg. YV1420) |
| Boeing 757-200            | 12    | 2004        | 2017     | YV2243, YV2242, YV450T, YV288T, N740PA, YV304T, N741PA, TF-FII, TF-FIJ, TF-FIS, TF-LLX y N720TW                                                                     |
| Boeing 767-300ER          | 10    | 2005        | 2017     | YV545T, YV528T, TF-LLA, YL-LCY, TF-FIA, TF-LLB, TF-FIB, YV612T, SP-LPC y G-CEOD                                                                                     |
| Cessna 208B Grand Caravan | 4     | 2001        | 2015     | YV-1037C (re-reg. YV2269), YV-1038C, YV-1039C, YV-1038C (re-reg. YV2572)                                                                                            |
| McDonnell Douglas DC-9    | 1     | 2008        | 2011     | YV2430 |
| McDonnell Douglas DC-10   | 2     | 2002        | 2005     | YV-1052C y YV-1040C |
| McDonnell Douglas MD-82   | 2     | 2009        | 2012     | YV348T y YV153T |
| McDonnell Douglas MD-83   | 2     | 2011        | 2017     | YV485T y YV481T |

## Destinos
Operados en los últimos años activos de la aerolínea.
| Países         | Destinos               | Aeropuertos                                            |
| -------------- | ---------------------- | ------------------------------------------------------ |
| Aruba          | Oranjestad             | Aeropuerto Internacional Reina Beatrix                 |
| Canadá         | Toronto                | Aeropuerto Internacional de Toronto Pearson            |
| Colombia       | Bogotá                 | Aeropuerto Internacional El Dorado                     |
| España         | Madrid                 | Aeropuerto Adolfo Suárez Madrid-Barajas                |
| España         | Tenerife               | Aeropuerto de Tenerife Norte-Ciudad de La Laguna       |
| España         | Santiago de Compostela | Aeropuerto de Santiago de Compostela-Rosalía de Castro |
| Estados Unidos | Los Ángeles            | Aeropuerto Internacional de Los Ángeles                |
| Estados Unidos | Miami                  | Aeropuerto Internacional de Miami                      |
| Estados Unidos | Nueva York             | Aeropuerto Internacional John F. Kennedy               |
| Estados Unidos | Orlando                | Aeropuerto Internacional de Orlando                    |
| Francia        | París                  | Aeropuerto de París-Charles de Gaulle                  |
| Panamá         | Ciudad de Panamá       | Aeropuerto Internacional de Tocumen                    |
| Portugal       | Lisboa                 | Aeropuerto de Lisboa                                   |
| Portugal       | Funchal                | Aeropuerto de Madeira                                  |
| Reino Unido    | Londres                | Aeropuerto de Londres-Heathrow                         |
| Reino Unido    | Mánchester             | Aeropuerto de Mánchester                               |

## Servicios

### Sala VIP
La aerolínea ofrecía el servicio de la sala VIP, un espacio que contaba con servicio de alimentos, bar, espacios para reuniones, servicio de teléfono y conexión gratuita a Internet. Tenían acceso a esta sala los pasajeros que viajen en clase ejecutiva, así como los clientes afiliados al programa de viajero frecuente con mayor número de millas acumuladas en su cuenta. Dicho servicio se ofrecía en el Aeropuerto Internacional de Maiquetía Simón Bolívar y en el Aeropuerto Internacional de Miami.

### Privilege
Privilege es el programa de fidelización que premia a los viajeros frecuentes, otorgándoles ciertos beneficios. Privilege cuenta con niveles determinados por el número de millas voladas con la compañía, las cuales pueden ser redimidas por ascensos de clase y tickets beneficio para viajes gratis con Aserca Airlines y SBA Airlines.

## Alianzas
En septiembre de 2008, la aerolínea creó una alianza comercial con Aserca Airlines, también de Venezuela, con quien emprende la expansión internacional de manera conjunta a través de SBA Airlines, uniformando la imagen corporativa de ambas aerolíneas y coordinando sus respectivos itinerarios para mejorar sus tiempos de conexión entre los vuelos de ambas aerolíneas, para facilitar conexiones entre los vuelos nacionales de Aserca Airlines con los prestados por SBA Airlines hacia, Miami, y Panamá. Además, la aerolínea contó con acuerdos a nivel internacional con Air Europa.

## Accidentes e incidentes
- El 21 de febrero de 2008: el vuelo 518 de Santa Bárbara Airlines se estrelló en la Región de los Andes cuando cubría el trayecto del Aeropuerto Alberto Carnevalli de Mérida hacia el Aeropuerto Internacional de Maiquetía Simón Bolívar de Caracas. El avión, un ATR 42 de matrícula YV-1449 colisionó contra una montaña por poca visibilidad, a 4.100 metros de altura y a 10 km de su origen. Todos sus 46 ocupantes murieron incluyendo al alcalde de la ciudad de Mucuchies.[9][10]